# Kalncempju pagasts
Kalncempju pagasts er en territorial enhed i Alūksnes novads i Letland. Pagasten etableredes i 1868, havde 256 indbyggere i 2010 og 197 indbyggere i 2016 og omfatter et areal på 43 kvadratkilometer. Hovedbyen i pagasten er Kalncempji.